# Adenanthos drummondii
Adenanthos drummondii es un arbusto la familia Proteaceae. Crece entre 0,2 y 1 metros de altura, teniendo hojas de 6-15 mm de largo. Es nativa de Australia Occidental.

## Cultivo
Se da principalmente en suelos arenosos, bajos en nutrientes y en áreas secas en verano.  Requiere suelos bien drenados y algo de sombra, especialmente lejos de la costa.